# Grupo FTI
El Grupo FTI es un grupo turístico alemán. La empresa matriz, FTI Touristik GmbH, con sede en Múnich, gestiona unas 90 filiales en todo el mundo. En total, el Grupo emplea a unas 11.000 personas y es el tercer mayor operador turístico de Europa. El 3 de junio de 2024, el Grupo FTI anunció que presentaría un procedimiento de insolvencia ese mismo día.
En la temporada 2018/19, ocho millones de clientes viajaron con los operadores turísticos del Grupo FTI. Esto se tradujo en una facturación de unos 4.100 millones de euros. Tras una caída típica del sector durante y después de la pandemia del COVID-19, el Grupo volvió a facturar 4.100 millones de euros en la temporada 2022/23.
A principios de 2021, el fundador Dietmar Gunz se retiró de la dirección operativa y cedió el testigo a Ralph Schiller. En julio de 2023, Karl Markgraf asumió el cargo de CEO al Ralph Schiller, que pasó al Consejo de Supervisión como Vicepresidente.
A raíz de la pandemia de COVID-19, FTI anunció en julio de 2020 que interrumpiría su división de cruceros FTI Cruises y la liquidaría a finales de año. En un principio, estaba previsto que el Berlín dejara de operar el 1 de noviembre de 2020. Tras la venta del buque con efecto inmediato en septiembre de 2020 a la sociedad de inversiones maltesa Royalton Investment para su Dreamliner Cruises, que planeaba convertirlo en un yate de lujo, la empresa canceló todos los cruceros previstos hasta octubre de 2020.
En el transcurso de una adquisición prevista de FTI por DER Touristik, filial de REWE, en enero de 2023, salió a la luz que el CEO Ralph Schiller, en su calidad de miembro del consejo de administración de FTI Touristik en ese momento, tenía antecedentes penales por fraude, junto con otros miembros (en parte antiguos) del consejo (incluido el fundador Dietmar Gunz).
En abril de 2024, un consorcio liderado por el inversor financiero estadounidense Certares se hizo con el control del Grupo FTI. Como parte del acuerdo, el consorcio, que también incluye a la familia Sawiris, adquirió el 100% de las acciones del accionariado por un euro simbólico, pero también asumió deudas por valor de tres dígitos de millones de euros y aportó a FTI capital fresco por valor de 125 millones de euros.
El 3 de junio de 2024, la empresa anunció que presentaría concurso de acreedores ese mismo día.